# Viral hemorrhagisk septikemi

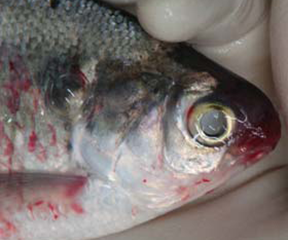
Fisk med viral hemorrhagisk septikemi

Viral hemorrhagisk septikemi (VHS) är en sjukdom som drabbar fiskar och orsakas av ett virus. Det finns två former av sjukdomen. Den ena formen förekommer hos flera fiskarter i havsvatten. Den andra formen drabbar sötvattensfisk, framförallt odlad regnbåge.